# Fowtbolayin Akowmb Kotayk' Abovyan
Il Kotayk Abovyan (in armeno Ֆուտբոլային Ակումբ Կոտայք Աբովյան) è una società calcistica armena di Abovyan attiva tra il 1955 e il 2006.

## Storia
La squadra fu fondata nel 1955 e partecipò alle competizioni organizzate nella Repubblica Socialista Sovietica Armena vincendo il titolo per quattro volte, nelle edizioni 1967, 1973, 1975 e 1976.
Con l'indipendenza dell'Armenia dall'Unione Sovietica partecipò al campionato nazionale fin dalla prima edizione raggiungendo generalmente posizioni di centro classifica. Viene escluso dal campionato del 1998 per non avere pagato l'iscrizione al torneo e riparte l'anno successivo dalla Aradżin Chumb. Nella stagione 2000-2001 ottiene con la promozione in massima serie. Nel 2005 cambia nome in Esteghlal-Kotayk Abovian e alla fine della stagione successiva si scioglie per motivi economici.
In coppa il risultato migliore fu la finale ottenuta nelle edizioni del 1994 e 1995.

## Partecipazioni alle coppe europee
La finale di coppa conquistata nel 1995, vinta dal FC Pyunik già vincitore del campionato, consentì alla squadra di partecipare alla Coppa delle Coppe 1996-1997 dove venne eliminata al primo turno dai ciprioti dell'AEK Larnaca. Vinse l'andata in casa 1-0 ma perse il ritorno per 5-0. Partecipò anche alla Coppa Intertoto 2003 ma anche in questo caso venne eliminato al primo turno.

## Stadio
Il club disputava le partite interne nello stadio Kotayk, impianto dotato di 5.500 posti a sedere.

## Palmarès

### Altri piazzamenti
- Pervaja Liga:

Terzo posto: 1985 (girone ovest)
- Campionato armeno:

Terzo posto: 1995 (gruppo 2)
- Coppa d'Armenia:

Finalista: 1995-1996
Semifinalista: 1995, 2005